# Ekaterina Lobîșeva
Ekaterina Lobîșeva (n. 13 martie 1985, Kolomna, RSFS Rusă, URSS) este o sportivă ce a reprezentat Rusia, medaliată olimpică. A participat la 3 ediții ale Jocurilor Olimpice (2006, 2010, 2014) în care a câștigat două medalii de bronz.